# Talassemi
Talassemi är en ärftlig sjukdom som drabbar de röda blodkropparna, genom att det bildas abnormt hemoglobin i dessa. Blodkropparna blir därigenom mer känsliga för mekaniska skador, och dör lätt. Många människor med talassemi behöver regelbundna blodtransfusioner.

## Förekomst
I områden där malaria tidigare förekommit är sjukdomen vanligare, eftersom de röda blodkropparnas kortare livslängd gav ett visst skydd mot malarian. I detta avseende liknar talassemi sicklecellanemi. Idag är talassemi vanligast i Medelhavsländer såsom Grekland, Italien, Korsika (i Frankrike) och Turkiet, och i Sydostasien. Sjukdomens namn har att göra med att den var förknippad med Medelhavet; grekiskans thalassa betyder hav.

## Varianter
Talassemier delas in efter vilken av hemoglobinets subenheter som är drabbade; α-talassemi där α-globin är defekt, och β-talassemi där β-globinet inte är funktionellt. β-talassemier är vanligare. Om sjukdomen är homozygot, det vill säga har ärvts från bägge föräldrarna och finns på bägge allelerna är den allvarligare än om den är heterozygot. Vid heterozygot talessemi är syntesen av globin defekt, och mild mikrocytär och hypokrom anemi utvecklas. Vid homozygot talassemi utvecklas en grav anemi av hemolytisk typ. Det finns en ökad mängd av retikulocyter i blodet och labprover indikerar hemolys, förstörelse och död av röda blodkroppar. Läkare diagnostiserar talassemi med hjälp av blodprov för analys av hemoglobin och antalet röda blodkroppar.